# Nagy Szarvaskő
A Nagy Szarvaskő (németül: Große Hirschenstein) Burgenland második legmagasabb hegycsúcsa a Kőszegi-hegységben, a Felsőőri járásban, az Írott-kőtől nyugatra, a Kis Szarvaskőtől 1 km-re délkeletre. A hegyvonulatot az egész járásból jól lehet látni, amit a magaslatán kialakított TV torony és Gyógyszanatórium épülettömege is hangsúlyoz.

## Nevének eredete
A Nagy Szarvaskő avagy rövidebben Szarvaskő nevét legendából eredeztetik. A történetírás szerint I. Mátyás magyar király Városszalónak várában tett látogatása alkalmával vadászott a környéken. A lándzsájával elejtett egy szarvast, amely miután földre rogyott kővé változott.

## Infrastruktúra

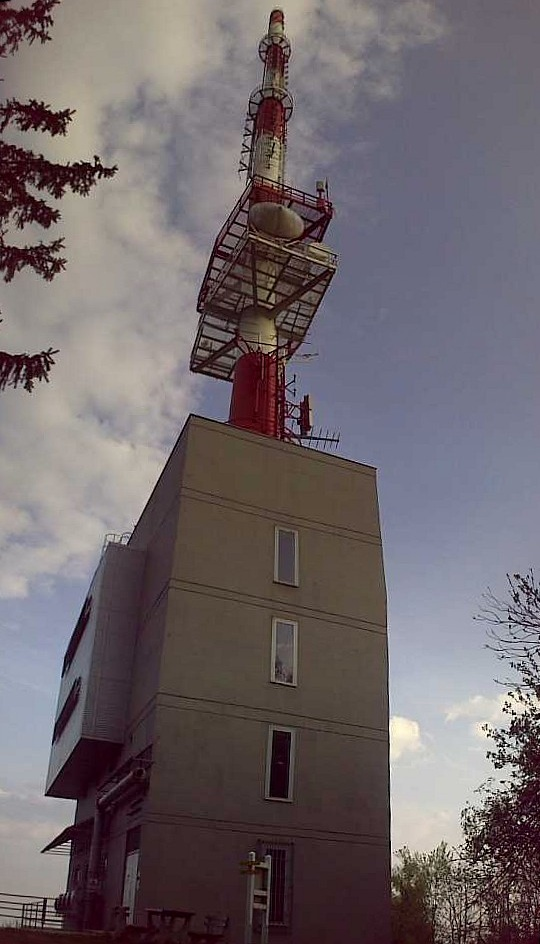
A Tv torony

A Nagy Szarvaskő mellett 859 m magasan áll a Szarvaskő TV adótornya. A 90 m magas építmény alsó szintjét 17,5 m magasan 4 emeletes épület foglalja el és ezen áll a 72,5 m magas torony. Az építményt 1968-ban kezdték el építeni és 1969. december 18-án helyezték üzemben. Úgy tervezték, hogy a 195 km/h szélsebességnek is ellenálljon. Feladata Dél- és Közép-Burgenland rádió és TV műsorszórásának biztosítása.
Itt található továbbá egy magas légköri adatokat is gyűjtő, fontos meteorológiai állomás is.

## Gyógyszanatórium
1952 és 1955 között épült fel 826 méter magasságban a tüdőbetegek, így tuberkulózisban szenvedő betegek ellátást szolgáló szanatórium is. 1955. december 1-én nyitotta meg kapuit 6 évi építkezést követően. A családias légkörben zajló ellátáshoz a 165 fekvőágyas kiskórház ideális volt a maga 38 hektáros erdősült területével egyetemben. A létesítményt 2012-ben bezárták. 2014-ben szellemházként berendezéseivel együtt üresen áll. Az ellátást a Felsőőri Kórházban folytatták.

## Határőrizet
2007. március 28-án a Nagy Szarvaskőnél a karintiai és stájer katonákból álló, egykori osztrák-magyar határt őrző Osztrák Szövetségi Hadsereg részét képező zászlóalj, szimbolikusan átadta zászlaját és ezzel egyben határőrzési feladatukat a rendőrségnek.

## Fordítás
- Ez a szócikk részben vagy egészben  a   Großer Hirschenstein című német Wikipédia-szócikk ezen változatának fordításán alapul.  Az eredeti cikk szerkesztőit annak laptörténete sorolja fel. Ez a jelzés csupán a megfogalmazás eredetét és a szerzői jogokat jelzi, nem szolgál a cikkben szereplő információk forrásmegjelöléseként.